# You’re Under Arrest!
You’re Under Arrest! (jap. 逮捕しちゃうぞ Taiho Shichau zo) ist eine Manga-Serie des japanischen Zeichners Kōsuke Fujishima, der von 1987 bis 1992 in Japan erschien. Das Werk wurde als Anime und Fernsehserie umgesetzt.

## Inhalt
Die beiden Verkehrspolizistinnen Miyuki Kobayakawa (japanisch 小早川美幸) und Natsumi Tsujimoto (辻本夏実) leben zusammen und arbeiten als Partnerinnen im fiktiven Bokuto-Revier im Sumida-Distrikt von Tokio. Ihr Dienstfahrzeug ist ein getunter Honda Today, der von Miyuki wie ein Rennwagen gefahren wird.
Miyuki ist nicht nur eine gute Fahrerin, sondern auch ein technisches Genie. Neben dem Today hat sie auch verschiedene andere Fahrzeuge des Reviers umgebaut. Normalerweise ist sie höflich und schüchtern, aber wenn es um „ihre“ Fahrzeuge geht, kann sich das schnell ändern. Sie ist in Ken Nakajima (中嶋剣) verliebt, einen Kollegen von der Motorradstreife. Allerdings gestehen sich beide ihre Gefühle füreinander nicht ein. Natsumi hat im Vergleich zu ihrer Partnerin Miyuki viele schlechte Eigenschaften. Sie ist tendenziell faul, verschläft oft und hat einen großen Appetit. Dafür ist sie eine hervorragende Motorradfahrerin und verfügt über teilweise unmenschliche Kräfte. Sie hat sich in den Leiter des Verkehrsdezernats verguckt. Im Anime trifft sie später auf den Bergretter Shoji Tokairin (東海林将司) und verliebt sich in ihn.
Im Manga wird nicht beschrieben, wie sich Miyuki und Natsumi kennenlernen. In der Anime-Version wird Natsumi zum Bokuto-Revier versetzt. Sie ist am ersten Arbeitstag spät dran und nimmt mit ihrer Honda Motocompo eine verbotene Abkürzung. Sie wird von der Polizei gesehen und verfolgt. Schließlich überfährt sie fast eine Katze und wird zur Rede gestellt – von Miyuki, ihrer neuen Partnerin. Von ihr ist Natsumi zunächst wenig begeistert, aber nach ihrem ersten gemeinsamen Einsatz haben sich die Sorgen zerstreut. Sie ziehen zusammen, da Miyuki in ihrer Wohnung noch Platz hat und näher am Revier wohnt.
Mit Verbrechern bekommt es die Verkehrsabteilung des Bokuto-Reviers selten zu tun. Oft geht es einfach um Verkehrsangelegenheiten, oft mit Verfolgungsjagden. Regelmäßig müssen sich Miyuki und Natsumi mit Strike Man (ストライク男) herumschlagen. Dieser selbsternannte Superheld kämpft mit übertriebenen Mitteln meist für eine unsinnige Sache. Ein anderes, wiederkehrendes Problem ist eine Rollerfahrerin, die ihren Führerschein für einen Freibrief hält, mit dem sie Verkehrsregeln ignorieren darf.

## Fahrzeuge
Kosuke Fujishima hat ein Faible für Fahrzeuge, das er in You’re Under Arrest auch zeigt. Zeichnungen von Autos und Motorrädern sind meist detailliert, und zu einigen werden auf einzelnen Seiten zwischen den Kapiteln technische Details aufgeführt. Nach diesen Angaben wurde der Zweizylinder-Motor des Today von 560 auf 600 cm³ Hubraum aufgebohrt und mit einem TD-025-Turbolader nachgerüstet. Damit leistet der Wagen 80 PS. Hinzu kommt ein Nitro. Die Reifen haben die Maße 185/65 R13. Der Wagen stammt aus der ersten Baureihe, die 1985 gestartet wurde. Natsumis Motocompo ist in eine Polizei-Version mit Blaulicht konvertiert worden und liegt einsatzbereit im Kofferraum des Today.

## Veröffentlichungen

### Manga
Der Manga erzählt in kurzen Geschichten von jeweils acht Seiten Episoden aus dem Leben der beiden Hauptdarstellerinnen. Er erschien von 1987 bis 1992 in Japan im Magazin Afternoon des Verlags Kodansha. Später wurden die Kapitel in sieben Sammelbänden herausgebracht.
Die deutsche Fassung des Mangas wurde indirekt aus dem Französischen übersetzt und 2000 und 2001 von Egmont Manga und Anime veröffentlicht. Neben der Französischen erschienen auch englische, spanische und italienische Übersetzungen.

### Animes
Neben zwei Original Video Animations und drei Fernsehserien entstand auf Grundlage des Mangas 1999 der Kinofilm Taiho Shichau zo: The Movie.

#### OVA
1994 erschien eine vierteilige OVA von Bandai Visual und Studio Deen. Regie führte Kazuhiro Furuhashi, das Charakterdesign entwarf Atsuko Nakajima und künstlerischer Leiter war Hiroshi Kato. Es erschienen auch englische, französische und spanische Übersetzungen. Vorspanntitel ist das Lied 100mph no Yūki von Akiko Hiramatsu & Sakiko Tamagawa, der Abspann wurde mit Arittake no Jōnetsu de unterlegt.

#### Fernsehserien und -specials
1996 wurde, aufbauend auf die erste OVA, eine Fernsehserie mit 47 Folgen produziert. Bei der Produktion, vom gleichen Regisseur wie die OVA, waren Atsuko Nakajima und Tokuyuki Matsutake für das Charakterdesign und Hiroshi Kato und Mitsuki Nakamura für die künstlerische Leitung zuständig. Die Musik komponierten Kō Ōtani und Yasunori Iwasaki. TBS strahlte die Serie vom 5. Oktober 1996 bis zum 27. September 1997 im japanischen Fernsehen aus.
1999 folgten vom gleichen Produktionsteam 21 siebenminütige TV-Specials in der TBS-Sendung Wonderful, die jeweils aus mehreren kurzen Geschichten bestanden. Sie wurde von März bis April 1999 von TBS ausgestrahlt.
2001 startete eine zweite Fernsehserie mit 26 Folgen. Regie führte, wieder bei Studio Deen, Shōgo Kōmoto. TBS sendete die zweite Serie von 7. April bis 29. September 2001.
2002 entstand ein zweites Special mit dem Titel You’re Under Arrest – Taiho Shichau zo (YOU'RE UNDER ARREST 〜逮捕しちゃうぞ〜) das in der Sendung TBS Haruyasumi Anime Festa ausgestrahlt wurde. Die Produktion entstand unter Regisseur Shōgo Kōmoto, Charakterdesigner war Atsuko Nakajima und die Musik komponierte Kō Ōtani.
Vom 5. Oktober 2007 bis 28. März 2008 nach Mitternacht (und damit am vorigen Fernsehtag) wurde in Japan die dritte Serie mit dem Untertitel Full Throttle ausgestrahlt. Die unter der Regie von Kōichi Ohata entstandene Serie von Studio Deen 23 Folgen. Künstlerischer Leiter war Shigemi Ikeda und die Musik komponierten Hideyuki Fukasawa und Masara Nishida.

#### Synchronisation
| Rolle             | japanische Sprecher (Seiyū) |
| ----------------- | --------------------------- |
| Miyuki Kobayakawa | Akiko Hiramatsu             |
| Natsumi Tsujimoto | Sakiko Tamagawa             |
| Ken Nakajima      | Bin Shimada                 |
| Yoriko Nikaidō    | Etsuko Kozakura             |
| Captain           | Issei Masamune              |
| Chie Sagamioono   | Michiko Neya                |

### Dorama
Eine Dorama-Adaption mit neun Folgen wurde 2002 vom japanischen Fernsehsender TV Asahi produziert. Misaki Itō und Sachie Hara übernahmen die Hauptrollen.